# Родионовка (Сумская область)
Родионовка (укр. Родіонівка) — село, Марчихино-Будский сельский совет, Ямпольский район, Сумская область, Украина.
Код КОАТУУ — 5925681904. Население по переписи 2001 года составляло 24 человека .

## Географическое положение
Село Родионовка находится на левом берегу реки Ивотка,
выше по течению на расстоянии в 2 км расположено село Ломленка.
Село окружено большим лесным массивом (сосна, берёза).
Рядом с селом проходит граница с Россией.

## Известные люди
В селе родились писатель и переводчик конца XVIII века Фёдор Осипович Туманский, советский конструктор корабельной и железнодорожной артиллерии Александр Григорьевич Дукельский.